# Dolmens de l'Arco del Pech
Les dolmens de l'Arco del Pech, parfois dénommés dolmen du Col de Guilhem,  sont situés sur la commune de Cubières-sur-Cinoble dans le département de l'Aude.

## Historique
Les trois dolmens sont signalés au début du XXe siècle par une institutrice de la région, Mme Landriq. Deux d'entre eux étaient déjà ruinés lors de leur découverte. Germain Sicard dans son compte-rendu de visite sur place en a intervertit l'ordre de numérotation et le dolmen n°3 de Mme Landriq correspond au dolmen n°1 de Sicard, et à la suite de Sicard tous les autres auteurs reprendront cette numérotation.

## Dolmens

### Dolmenno1
Ce dolmen est bien conservé et est toujours visible. Il s'élève sur une croupe rocheuse à 400 m d'altitude. Il comporte une curieuse table au profil en « V » (épaisseur moyenne 0,40 m) longue de 2,95 m et large de 0,40 m. La chambre est délimitée par quatre orthostates principaux.
| Dalle            | Longueur | Largeur |
| ---------------- | -------- | ------- |
| Orthostate ouest | 1,60 m   | 1,60 m  |
| Orthostate ouest | 2,10 m   | 1,10 m  |
| Orthostate est   | 1 m      | 1,40 m  |
| Orthostate est   | 2,85 m   | 1,45 m  |
| Données          |          |         |

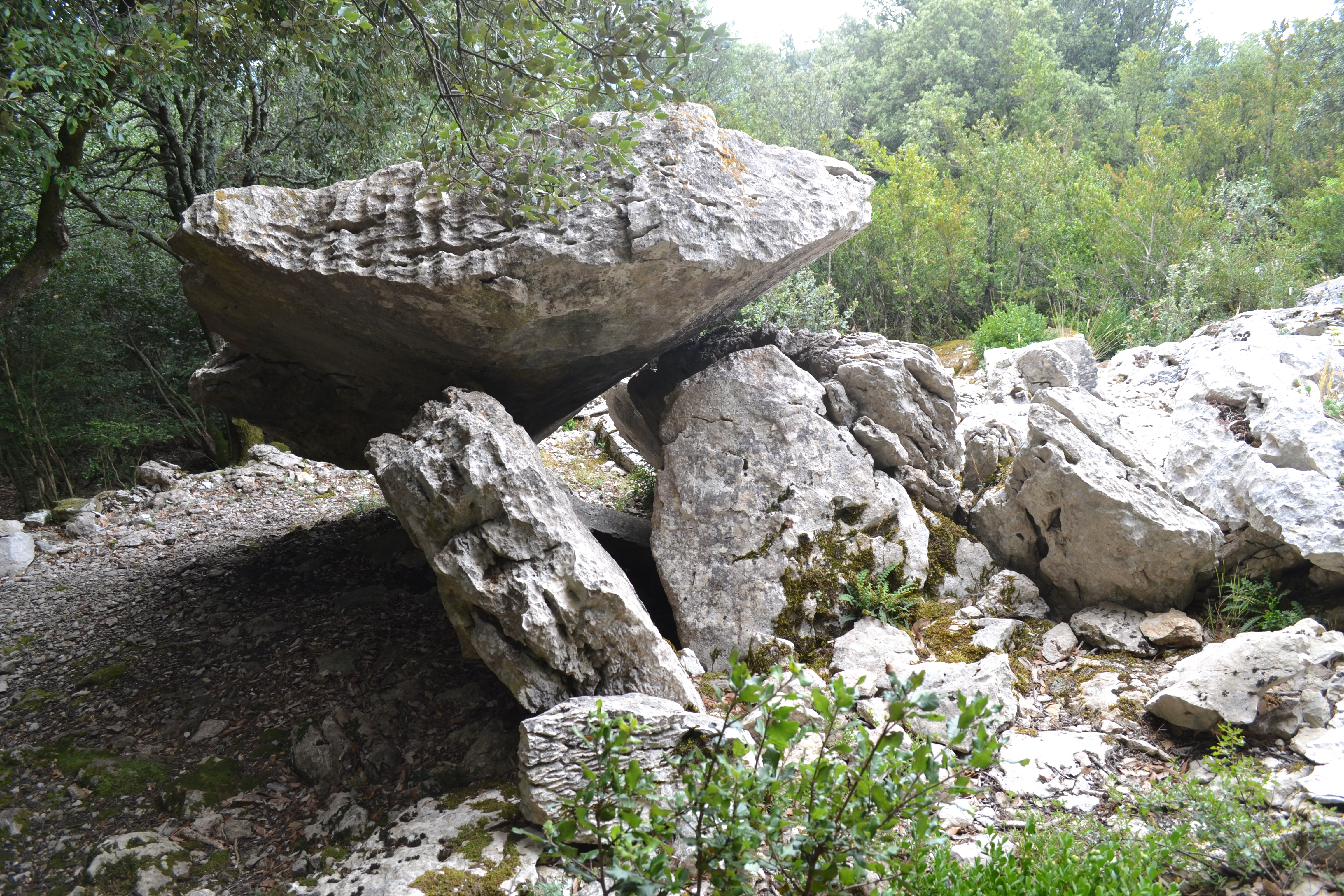
Dolmen no 1 vu de face.

Mme Landriq mentionne y avoir recueilli un petit mobilier funéraire constitué d’ossements calcinés, de tessons de verre et de poteries et d'éléments de parure (45 perles en test de cardium, 3 pendeloques triangulaires en os, 1 perle olivaire en coquillage, 1 perle en os, 1 bouton conique en bronze).

### Dolmenno2
Le dolmen no 2 a été signalé situé à environ 30 m en contrebas du dolmen no 1. Orienté au nord-est, il comportait une dalle de chevet et deux orthsotates côté sud. La chambre s'étirait sur une longueur totale de 2,70 m. Mme Landriq y a recueilli « des ossements calcinés, une poterie brisée à fond arrondi et muni de trois cabochons tenant lieu d'anses, deux silex bien retouchés, un grattoir et une lame courbée, deux pendeloques en test de pétoncle, plusieurs rondelles ou perles en test de cardium ».
| Dalle          | Longueur | Largeur |
| -------------- | -------- | ------- |
| Chevet         | 1,10 m   | 0,55 m  |
| Orthostate sud | 2,10 m   | 1,10 m  |
| Orthostate est | 1,25 m   | 1,80 m  |
| Orthostate est | 1,40 m   | 1,40 m  |
| Données        |          |         |

### Dolmenno3
Il a été signalé situé à quelques mètres au sud du dolmen no 2. Il était lors de sa découverte déjà complètement ruiné ne comportant plus que deux orthostates, dont un renversé, et une table de couverture.
| Dalle               | Longueur | Largeur |
| ------------------- | -------- | ------- |
| Couverture          | 1,10 m   | 0,90 m  |
| Orthostate debout   | 1,50 m   | 0,60 m  |
| Orthostate renversé | 1,30 m   | 0,70 m  |
| Données             |          |         |